# Otto Miller
Otto Franz Josef Miller (ur. 27 lipca 1879 w Pieniężnie na Warmii, zm. 4 stycznia 1958 w Wewelsburgu koło Paderborn) – niemiecki duchowny katolicki, pisarz i autor pieśni kościelnych.

## Życiorys

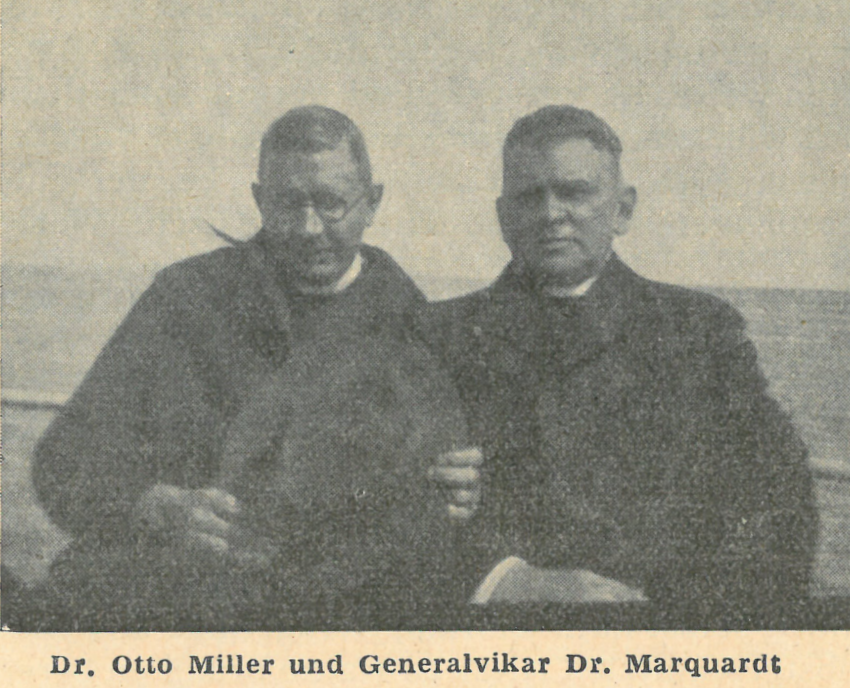
Ks. Otto Miller i Aloys Marquardt

Otto Miller urodził się w głęboko wierzącej katolickiej rodzinie nauczyciela Franza i Rosy z domu Fox. W 1884 rodzina przeprowadziła się do Braniewa. Tam od roku 1890 Otto rozpoczął naukę w miejscowym gimnazjum, które ukończył w 1899, uzyskując świadectwo dojrzałości. Po maturze wstąpił, również w Braniewie, do seminarium duchownego, w którym studiował przez 6 semestrów (1899–1902) filozofię i teologię. 8 lutego 1903 otrzymał święcenia kapłańskie w katedrze we Fromborku z rąk biskupa Andreasa Thiela. Po święceniach posługiwał jako wikariusz w Pogrodziu, a od 6 czerwca 1906 u proboszcza Johannesa Tietza w Nowym Stawie. Od kapituły katedralnej we Fromborku otrzymał Stypendium Preuckianum, które w 1631 ufundował warmiński kanonik Jan Preuck, aby umożliwić duchownym warmińskim dalsze studia w Rzymie. W 1906 wyjechał do Rzymu i tam studiował filozofię i archeologię. W 1908 wrócił na Warmię. Do 1909 pełnił posługę duszpasterską w Jezioranach. W tymże roku wyjechał do Włoch i był proboszczem w Genui. Studiował na Uniwersytecie Alberta i Ludwiga we Fryburgu Bryzgowijskim u historyka Heinricha Finkego. Tam w 1912 roku uzyskał doktorat z filozofii na podstawie dysertacji Dantes Geschichtsphilosophie. W 1911 został mianowany przez biskupa Augustyna Bludaua drugim sekretarzem kurii biskupiej we Fromborku, a w 1919 został pierwszym sekretarzem w kurii biskupiej. W roku 1922 został proboszczem wiejskim w Zwierznie.
Publikował w „Akademische Bonifatius-Korrespondenz” i w „Ermländische Zeitung”. W 1933 wydał we Fryburgu rozprawę Der Individualismus als Schicksal (książkę tę wznowiono w 1964 roku). Po dojściu do władzy NSDAP w 1933 roku zakazano mu nauczania religii. W latach 1936–1938 napisał kilka pieśni kościelnych do modlitewnika Lobet den Herrn, wydanego przez biskupa Maxymiliana Kallera w 1938 roku. Ze względów zdrowotnych w 1938 roku przeszedł na emeryturę i do jesieni 1944 roku pracował jako kapelan u sióstr elżbietanek w Neuhausen-Thiergart (dziś Gurjewsk w obwodzie królewieckim).
W związku ze zbliżającym się frontem wyjechał na Dolny Śląsk do klasztoru w Głogowie. Po zakończeniu wojny, w wyniku wysiedleń Niemców z Europy Środkowo-Wschodniej, na początku 1945 roku trafił do domu spokojnej starości we Freystadt w Górnym Palatynacie. Po jedenastu miesiącach w grudniu 1946 roku trafił do obozu w Magdeburgu w sowieckiej strefie okupacyjnej. Udało mu się przedostać przez granicę strefy i dotrzeć do klasztoru sióstr szarytek w Delmenhorst. Ostatnie lata życia spędził w Wewelsburgu koło Paderborn u sióstr katarzynek, które opiekowały się starszymi ludźmi z Warmii w domu spokojnej starości św. Józefa. Zmarł 4 stycznia 1958. Pochowany został 8 lutego na cmentarzu w Wewelsburgu.
Był twórcą zarówno poważnych pieśni religijnych, jak i radosnych, pełnych humoru i dowcipu wierszy. Były one drukowane w różnych czasopismach. W publicystyce krytycznie odnosił się do narodowego socjalizmu. Po śmierci dwukrotnie wydano jego tomik wierszy Wo nimmt man jetzt das Lachen her?

## Publikacje
- Dantes Geschichtsphilosophie. (również jako dysertacja na Uniwersytecie we Fryburgu) Franz Borgmeyer, Hildesheim 1912.
- Geist und Form. Kries, Mainz 1919.
- Der ermländische Dichter Julius Pohl. Ein Essay. Bernhardt Teichert, Königsberg 1919.
- z Eugenem Brachvogel: Unsre Heimatstadt Bischofstein. Gedenkblatt zur Volks-Abstimmg am 11. Juli 1920. Hrsg.: Heimatverein Bischofstein, Verlag Lange, Bischofstein 1920.
- Franz von Sales und Franziska von Chantal. Studie. 1920. In: Unser Ermlandbuch 15, s. 25–52.
- z Eugenem Brachvogel, Franz Fleischer: Führer durch Frauenburg. Alfred Seiffert, Elbing 1921.
- Artikel: Bischof Augustinius Bludau. In: Ermländische Zeitung; vom 17. Februar 1930.
- Der Individualismus als Schicksal. Freiburg im Breisgau 1933 → Neuauflage; Glock und Lutz, Nürnberg 1964.
- z Hermannem Ophoven: Du bist das Licht. Wir sind die Flut. Chor-Partitur. Musikverlag zum Pelikan, Zürich 1961.
- Wo nimmt man jetzt das Lachen her. Empfehlungen eines freien Geistes. Humor. Glock und Lutz, Nürnberg 1966.
- z Ernstem Laws (Hrsg.): Wenn der Durst nach Gott uns quält. Gebetete Lyrik. Verlag Wort und Werk, Sankt Augustin 1979, ISBN 3-8050-0087-1.

### Jako współautor
- z Eugenem Brachvogel: Der Dom in Frauenburg. Ermländische Zeitungs- und Verlagsdruckerei, Braunsberg 1934.
- z Georges Longhaye (autor), Fanny Stein (tłumaczenie): Die Predigt. Große Meister und große Gesetze. (La Prédication). Matthias-Grünewald-Verlag, Mainz 1935.

### Jako autor pieśni kościelnych
- [W:] Lobet den Herrn. Gesang- und Gebetbuch für die Diözese Ermland:
  - Schon steigt das Morgenrot herauf. Gesang am Morgen. Nr. 230.
  - Wieder ist ein Tag zu Ende. Gesang am Abend. Nr. 232.
  - Wieder floß ein Jahr hinab. Nr. 109.
  - Über Ermlands grüne Fluren. Ermlands Herz-Jesu-Lied. Nr. 212.
  - Das Ermland grüßt Dich, ew’ges Rom. Ermländische Papsthymne. Nr. 234.
  - Näher, mein Gott, zu Dir. Nr. 224.

### Pieśni mszalne
- Christus, sieh, wir knieen nieder. Nr. 36.
- Du bist das Opfer und die Speise. Nr. 43.
- Stille, heil’ge Opferstunden. Nr. 29.
- Wir kommen voll Verlangen. Nr. 44.
- Heil’ges Gastmahl. Nr. 61.